# Internationella filosofidagen
Internationella filosofidagen är en av Unesco utropad temadag som arrangeras årligen den tredje torsdagen i november, i syfte att uppmärksamma filosofi och filosofins betydelse för samhället. Temadagen firades för första gången den 21 november 2002.